# Lancia V4
La casa automobilistica torinese Lancia negli anni venti del novecento fu tra i primi costruttori di automobili ad adottare sulle proprie vetture di serie propulsori con architettura V4, dando inizio ad una longeva famiglia di motori che restò in produzione nelle sue varie evoluzioni fino alla seconda metà degli anni settanta.
Utilizzando angoli a V molto bassi - tra 10° e 20° - entrambe le file dei cilindri potevano essere alloggiate in un blocco motore con una sola testata, come in un motore in linea. Una caratteristica determinante di questi propulsori fu l'uso di alberi a camme in testa (singoli e doppi), in cui un albero a camme avrebbe svolto la stessa funzione per tutti i cilindri sulla sua linea.
Il V4 Lancia è stato pioniere nella progettazione dei motori a V stretta, più recentemente la sua architettura ha influenzato lo sviluppo dei motori VR5 e VR6 di Volkswagen.

## Genesi
Il primo progetto Lancia relativo alla realizzazione di un motore a V stretto risale al 1915, all'epoca dello scoppio della prima guerra mondiale; tale soluzione poteva infatti rendersi utile nel campo dell'aviazione per la produzione di aerei, grazie ad un sistema strutturale volto a contenere non solo la lunghezza ma anche la larghezza del motore di modo da non incidere pesantemente sulle dimensioni della fusoliera. Il brevetto depositato dalla Lancia proponeva un propulsore a otto cilindri, in cui le bancate formavano un angolo di 60° invece dei canonici 90°. Ciò era possibile angolando, di 15° nei due sensi, i perni di manovella rispetto alla posizione assegnata in un motore a V normale.
L'impiego presso aziende costruttrici di velivoli aeronautici fu limitato, pur dimostrando risultati incoraggianti, tanto che al termine del conflitto si decise di sfruttare questa tecnologia in ambito automobilistico, nacque così il V4.

## Impiego automobilistico

### Lambda

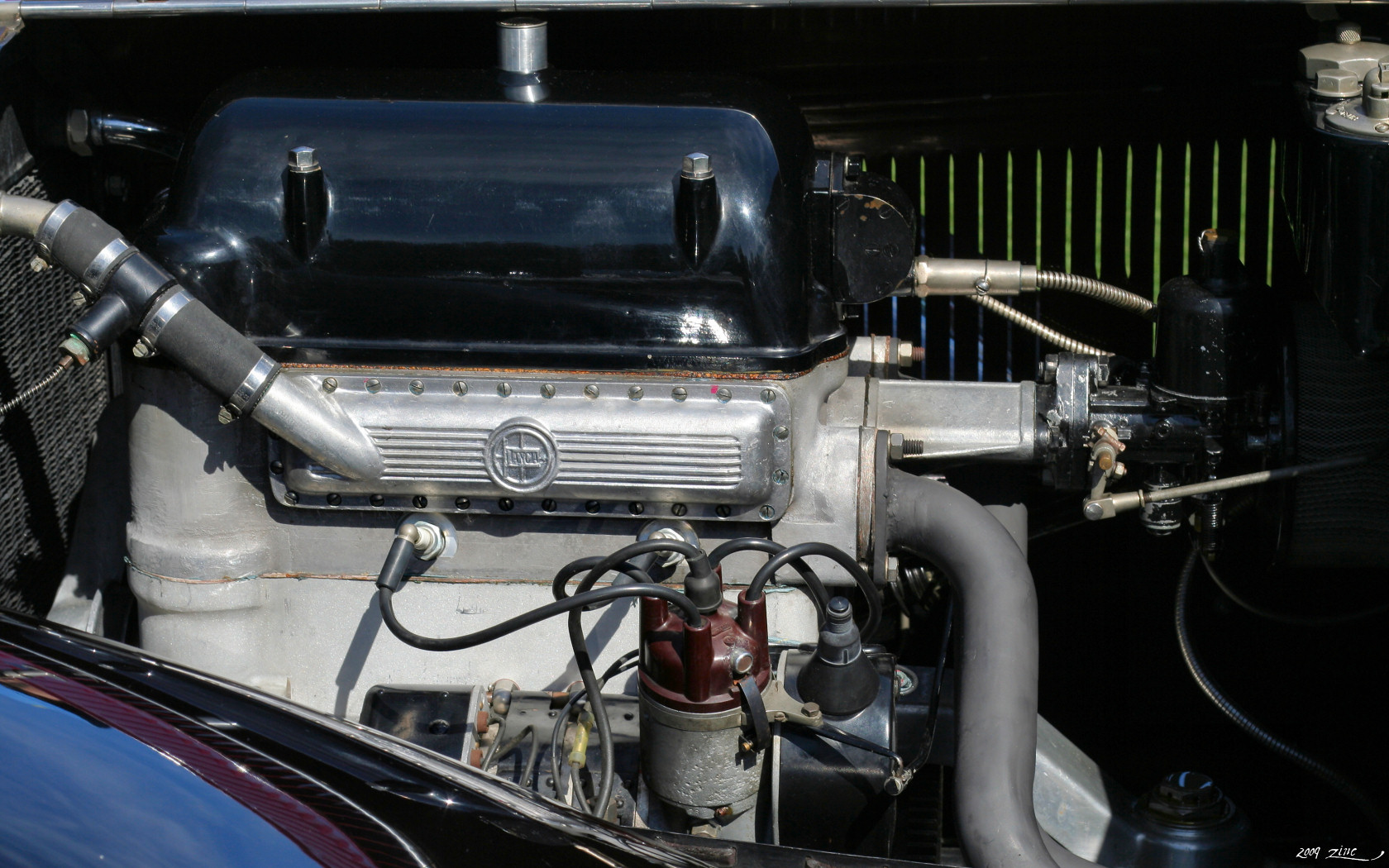
Lancia Lambda Motore V4

Il primo V4 Lancia fu usato nella Lambda dal 1922 al 1931. Tale soluzione venne privilegiata dai progettisti della casa torinese per potersi meglio inserire nel vano motore, considerata la moda dell'epoca di disegnare cofani particolarmente affusolati che potessero essere contenuti all'interno dei parafanghi anteriori.
Il propulsore è in alluminio con 20° ad angolo stretto. Tutte e tre le cilindrate sono state progettate SOHC con un singolo albero a camme al servizio di entrambi i banchi di cilindri.
Motori:
- 2119 cc (75 mm), 49 hp (36,5 kW) a 3250 rpm
- 2370 cc (79,37 mm), 59 hp (44 kW) a 3250 rpm
- 2568 cc (82,55 mm), 69 hp (51,5 kW) a 3500 rpm

### Artena
Il motore Lambda è stato aggiornato per la Artena. L'alesaggio è stato impostato su 82,55 mm (3,3 in), ma la corsa è stata ridotta a un più convenzionale 90 mm (3,5 in). La cilindrata era di 1927 cc, con 55 hp (41 kW) prodotti a 4000 rpm.

### Augusta
Un nuovo V4 fu progettato per la Augusta. Prodotta dal 1934 al 1938, l'Augusta è dotata di una sola motorizzazione, con soli 1196 centimetri cubici con un 69,85 mm (2,8 in) di alesaggio e 78 mm (3,1 in) di corsa. La potenza erogata è di 35 hp (26 kW) a 4000 rpm.

### Aprilia
Il motore è stato ridisegnato di nuovo nel 1936 per l'Aprilia. Le auto della prima serie utilizzavano una versione 1352 cc con un 72 mm (2,8 in) di alesaggio e 82 mm (3,2 in) di corsa. La potenza erogata è di 47 hp (35 kW) a 4300 rpm.
Una seconda serie fu svelata nel 1939 con un motore ingrandito di 1486 cc. Non ha condiviso le dimensioni del suo predecessore, con un alesaggio ora a 74,61 mm (2,9 in) e una corsa di 85 mm (3,3 in). La potenza è quasi la stessa con 48 hp (36 kW).

### Ardea
Un piccolo V4 "Tipo 100" alimentava la compatta Ardea. È un motore ad angolo stretto di 20° che disponeva di solo 903 cc. Alesaggio e corsa sono variati e inediti con 65 mm (2,6 in) e 68 mm, ed erogava appena 28,8 CV (21,2 kW) a 4600 rpm. Per il 1949 il "Tipo 100B" è stato aumentato a 30 CV (22 kW).

### Appia

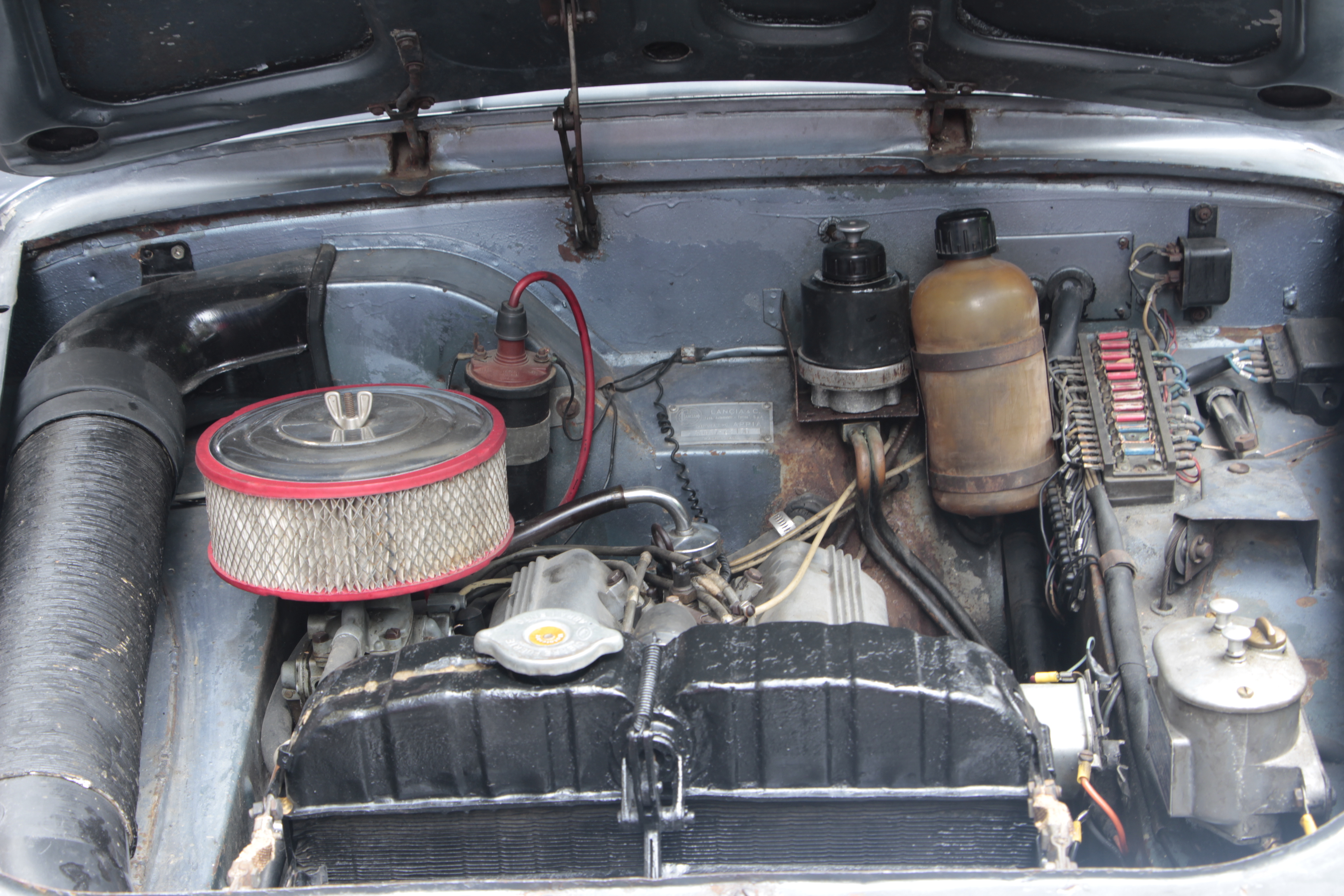
Lancia V4 nella terza serie dell'Appia Berlina

Il V4 tornò dopo la guerra, nel 1953 con la Appia. Presenta un banco di cilindri a 10°, ancora più stretto e solo 1090 cc di cilindrata, che si colloca al di sotto dell'allora soglia fiscale italiana con i motori di 1,1 litri. Una prima serie di 38 hp (28 kW) di potenza crebbe a 43 hp (32 kW) nel 1956. Il 48 hp (36 kW) era disponibile nel 1959 con la terza serie.

### Fulvia
L'ultima serie V4 di Lancia fu utilizzata nella Fulvia, restando in produzione fino al 1976. Progettato da Ettore Zaccone Mina e dal suo staff usava un angolo stretto (13°) ed era installato molto in avanti, con un angolo di 45°. Il motore è un vero DOHC con un albero a camme che azionava tutte le valvole di aspirazione e un altro che azionava tutte le valvole di scarico.
La produzione è incominciata con il 1091 cc da 59 hp (44 kW), con 72 mm (2,8 in) di alesaggio e 67 mm (2,6 in) di corsa; un più alto (9.0:1) rapporto di compressione ha aumentato la potenza a 71 hp (53 kW) poco dopo.
L'alesaggio da 76 mm (3,0 in) al fine di ingrandire la cilindrata del motore pari a 1216 cc servì a equipaggiare il modello Coupé, con un aumento della potenza a 80 hp (60 kW), ulteriormente migliorato fino a 88 hp (66 kW) per il modello HF.
Successivamente, il motore è stato riprogettato con un angolo di bancata leggermente più stretto e una corsa più lunga (69,7 mm), comprendendo tre varianti: 1199 cc (74 mm di alesaggio), 1231 cc (75 mm di alesaggio) e 1298 cc (77 mm di alesaggio). Le tre motorizzazioni erano disponibili: 87 hp (65 kW) per la comune 1.3 litri, 90 hp (67 kW) per la sua evoluzione la 1.3 S, 101 hp (75 kW) per la Rallye HF.
Un'ulteriore evoluzione HF con un angolo ancora più ristretto (11°) e una corsa più lunga di 75 mm (3,0 in) permise di raggiungere un alesaggio di 82 mm (3,2 in) e una cilindrata di 1584 cc, con una potenza aumentata da 114 a 132 hp (da 85 a 98 kW).